# 179 î.Hr.

## Decese
- Filip al V-lea al Macedoniei, rege al Macedoniei din 221 î.Hr., (n. 238 î.Hr.)